# Jong Rechts
Jong Rechts was de jongerenorganisatie van de Nederlandse politieke partij Nieuw Rechts.
Het was een relatief kleine jongerenorganisatie, daar Nieuw Rechts zelf ook weinig leden had. Het werkelijke ledenaantal was onbekend, maar lag onder de 1.400 (het ledenaantal van Nieuw Rechts zelf, 13 maart 2007). Iedereen die 27 jaar of jonger was en lid werd van Nieuw Rechts, werd ook automatisch lid van Jong Rechts. Jong Rechts was al lange tijd niet meer actief. In december 2007 is Nieuw Rechts opgeheven, hiermee kwam ook een einde aan Jong Rechts.

## Onvrede

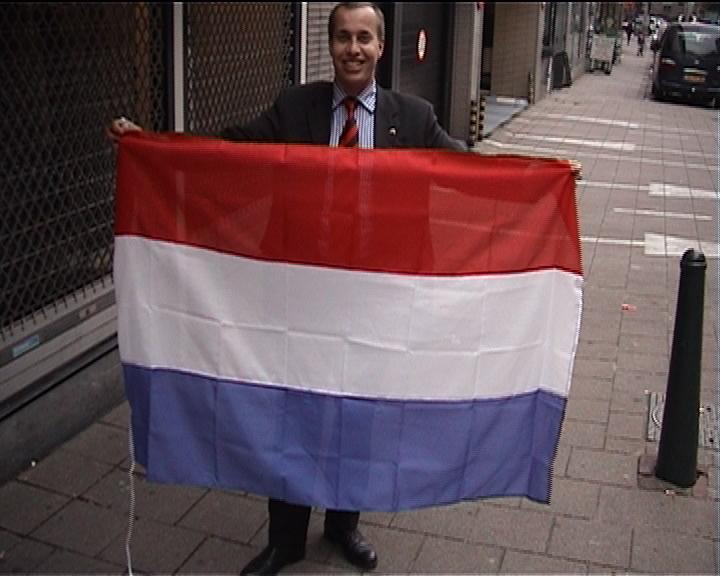
Michiel Smit in 2003

Koen Berghuis was in eerste instantie voorzitter van Jong Rechts. Begin 2005 is hij uit de partij gestapt vanwege de "te rechtse koers" van de partij. Een grote groep leden zag deze koersverschuiving van fortuynisme richting rechts-extremisme ook in. Zij bedankten voor hun lidmaatschap en keerden Jong Rechts de rug toe. Daarna was Mark van de Peppel de voorzitter. Nadien nam Michiel Smit zelf de leiding over en namen de activiteiten van de jongerenorganisatie af.

## Doelstellingen
De organisatie was opgericht met het doel jongeren een plek te geven binnen de partij. De doelstellingen waren 'de verspreiding van het gedachtegoed van Nieuw Rechts onder de Nederlandse jongeren’ en ‘het doorprikken van de multiculturele droom’.

## Jong Rechts in actie
Hoewel Jong Rechts een kleine groepering was, was hij wel zeer actief. Zo deed men mee in het Comité Nee tegen Turkije. Men deed ook mee aan de actie 'geen geweld meer gezag' op 23 januari 2004 in Den Haag. Tijdens deze demonstraties demonstreerde Jong Rechts vaak naast aanhangers van de extreemrechtse Nationale Alliantie. Dankzij dit soort incidenten, de standpunten van Jong Rechts en het feit dat men de jongerenvereniging van Nieuw Rechts is, waren veel mensen van mening dat Jong Rechts een extreemrechtse groepering was. Michiel Smit zei hierover dat dit klopt wanneer je conservatief als rechts beschouwt. Smit beschouwde Nieuw Rechts (en daarmee Jong Rechts) dus niet als extreemrechts, maar als extreemconservatief of nieuwrechts.
Op de voormalige website van de partij was er ruimte voor de leden van Jong Rechts om met geestverwanten in discussie te gaan. Kenmerkend voor de inhoud van de discussies was dat men pleitte voor herwaardering van het Nederlandse cultuurgoed.

## Zomerschool
In juni 2006 kwam Jong Rechts in de landelijke aandacht door hun jaarlijks georganiseerde zomerschool. De algemene klacht was dat Jong Rechts jongeren opjutte tegen de democratische staat en hun tot extremisten omkneedde. Jong Rechts ontkende dit en meende dat het een normale zomerschool was.